# Enderleinellus mexicanus
Enderleinellus mexicanus är en insektsart som beskrevs av Werneck 1948. Enderleinellus mexicanus ingår i släktet Enderleinellus och familjen ekorrlöss. Inga underarter finns listade i Catalogue of Life.